# Hoplias brasiliensis
Hoplias brasiliensis és una espècie de peix de la família dels eritrínids i de l'ordre dels caraciformes.

## Morfologia
- Els mascles poden assolir 20,3 cm de longitud total.[1][2]

## Hàbitat
És un peix d'aigua dolça i de clima tropical.

## Distribució geogràfica
Es troba a Sud-amèrica: conca del riu Paraguaçu a Bahia (Brasil).